# Stawrodromi (Achaja)
Stawrodromi (grec. Σταυροδρόμι) – wieś w Grecji, położona na południe od Patras, na zachód od Kalawrity, północny zachód od Tripoli i na północny wschód od Pirgos, w administracji zdecentralizowanej Peloponez, Grecja Zachodnia i Wyspy Jońskie, w regionie Grecja Zachodnia, w jednostce regionalnej Achaja, w gminie Erimantos. W 2011 roku liczyła 153 mieszkańców. Przez wieś przebiega droga narodowa EO33 (Patras - Tripoli). Do 1 stycznia 2011 r. Stawrodromi było siedzibą demosu Tritea.

## Geografia
Stawrodromi leży na równinie i składa się głównie z pól uprawnych i lasów. Góry są w zachodniej i wschodniej części obszaru. Na zachodzie wznosi się góra Skollis, a na wschodzie Erimantos. Stawrodromi jest ośrodkiem produkcji owoców, w tym arbuzów, melonów, fig i oliwek oraz warzyw, w tym kukurydzy, pomidorów, ziemniaków, cebuli, ogórków, a także hodowli zwierząt mlecznych. Większość mieszkańców pracuje jednak w innych sektorach gospodarki niż produkcja rolna.

## Przemiany demograficzne
Większość domów wzniesiono z kamienia przed 1950 r., brak natomiast nowoczesnego budownictwa, co wiąże się ze spadkiem liczby mieszkańców. Większość budynków jest opuszczona.
Po II wojnie światowej i wojnie domowej większość ludności wyjechała do większych miast, zwłaszcza pobliskiego Patras. Spadek liczby ludności nastąpił także w latach 80. XX w., ale według spisów powszechnych po 1991 r. nastąpił powolny wzrost ludności.
Liczba ludności w poszczególnych latach:
- 1981 – 403
- 1991 – 192
- 2001 – 254

## Dzielnice
Oprócz Stawrodromi w skład jednostki administracyjnej Stawrodromi wchodzą następujące dzielnice ("przysiółki"):
- Ksirochori (Ξηροχώρι)
- Panuseka (Πανουσαίικα)
- Rachi (Ράχη)

Wraz z nimi w 2001 r. Stawrodromi liczyło 536 mieszkańców.